# Одески национален академичен театър за опера и балет
Одеският национален академичен театър за опера и балет (на украински: Одеський національний академічний театр опери та балету) е най-старият театър в Одеса, Украйна. Театърът заедно с Потьомкинското стълбище са едни от най-известните обекти в Одеса.
Първата опера е открита през 1810 г. и е разрушена от пожар през 1873 г. Модерната сграда е построена от архитектурно бюро „Фелнер и Хелмер“ в необароков (виенски барок) стил и е открита през 1887 г. Архитектурата на луксозната зала за публика следва късния френски рококо стил. Уникалната акустика на залата с форма на подкова позволява на изпълнителите да предават дори тих глас от сцената до всяка част на залата. Последният ремонт на театъра е завършен през 2007 г.

## История
Първият театър в Одеса (наречен Градски театър) е построен на мястото на сегашния Одески театър за опера и балет и е открит на 10 февруари 1810 г. Оригиналният проект, създаден от италианския архитект Франческо Фраполи, по-късно е модифициран от френския архитект Жан-Франсоа Тома дьо Томон, който е проектирал и Старата фондова борса в Санкт Петербург. Главният вход с колонадата е бил с изглед към морето. Сградата е била без фоайе.
През 1831 г. Михаил Воронцов, генерал-губернатор на Руската империя, Новорусийски край (днес част от Украйна), решава да прехвърли старите установени такси за карантина на Одеския театър. Историкът Чарлз Кинг обяснява, че един от медицинските инспектори в Одеса е бил и собственик на Одеския театър. Когато продажбите на билети са били ниски, той обявявал откриването на инфекция сред новопристигналите пътници и нареждал те да бъдат поставени под карантина за своя сметка. Разходите на лазарета, където са отсядали пътниците, са били използвани за наемане на голям изпълнител за театъра.
В нощта на 2 януари 1873 г. сградата бива унищожена от пожар. Веднага започнала кампания за набиране на средства. Градът обявява международен конкурс за най-добър театрален дизайн. Представени са четиридесет проекта, но нито един не е избран. Накрая проектът е изготвен по подобие на Дрезденската Земперопера, построена през 1878 г., с нетрадиционно фоайе, следващо извивките на аудиторията.
Двама виенски архитекти, Фердинанд Фелнер и Херман Хелмер, започват да строят по-големия нов театър през 1883 г. Основният камък е положен на 16 септември 1884 г. На 1 октомври 1887 г. театърът е завършен, като строителството му струва 1 300 000 рубли. Той е наречен „Одески градски театър“.
Театърът е първата сграда в Одеса, в която компанията Едисон е използвала електрическо осветление.
За да се чувстват комфортно посетители през лятото, работниците спускали вагони с лед и слама по 10-метрова шахта, след което ги пренасяли през тунел до мазе под залата, където хладен въздух се издигал от вентилационните отвори под седалките.
През 1925 г. сградата отново изгаря при пожар. Пожарен екип локализира пожара, но сцената и оркестровата зала са унищожени. По време на пожара от 1925 г. изгаря и оригиналната завеса на театралната сцена, която никога не бива реставрирана.
Разказва се, че когато жителите на Одеса научили, че строителството е струвало 1,3 милиона златни рубли, те ахнали, но когато видели новия театър, отново ахнали, този път от възхищение.
През август 1941 г., когато румънската армия е опасно близо до Одеса, командването на Одеския отбранителен район назначава специално противовъздушно подразделение, на което е възложена задачата да защитава сградата на театъра от бомбардировки. На покривите на къщите, съседни на театъра, са монтирани оръдия, които са стреляли през всичките 73 дни на отбраната на града. По време на Втората световна война Никита Хрушчов, загрижен за състоянието на града, посещава Одеса веднага след като германската армия е прогонена от града. Хрушчов съобщава, че само един ъгъл на сградата е повреден от вражески снаряд. Театърът е окончателно реконструиран през 60-те години.
Театърът е разположен върху подвижна земя и е в опасност от срутване. Първите пукнатини във основите се появяват почти веднага след отварянето на театъра. Източната половина на театъра провисва с почти седем инча през първите три години и шестте стени започват да се накланят. Глеб Дранов, бивш оперен певец, пял в театъра в продължение на 25 години и работил пет години като геолог, помага за ремонта на сградата.
По време на руската инвазия в Украйна през 2022 г. театърът използва подобни защитни съоръжения, включително противовъздушни части и противотанкови таралежи, за да се защити, както през август 1941 г.

## Конструкция
Фасадата на сградата е декорирана в италиански бароков стил. В нишите са бюстовете на Михаил Глинка, Николай Гогол, Александър Грибоедов и Александър Пушкин. Голямата зала е моделирана по стила на Луи XVI и е богато украсена с позлатени мазилкови фигури и дизайни. Архитектите са предвидили фоайето с двадесет и четири изхода, за да избегнат трагедия в случай на пожар. Отстрани на театъра има морава със свежи цветя и храсти.

## Личности
Известният руски певец Фьодор Шаляпин изнася много концерти в Одеската опера. Сопраното Людмила Ширина е водеща певица от 1975 г., а по-късно и ръководител на трупата.